# Campeonato Africano de Atletismo de 2010 - Arremesso de peso masculino
A prova do arremesso de peso masculino do Campeonato Africano de Atletismo de 2010 foi disputada no dia 28 de julho de 2010 em Nairóbi, no Quênia. 

## Recordes
Antes desta competição, os recordes mundiais e do campeonato nesta prova eram os seguintes:
|                       | Nome           | Nacionalidade  | Distância | Local       | Data                |
| --------------------- | -------------- | -------------- | --------- | ----------- | ------------------- |
| Recorde mundial       | Randy Barnes   | Estados Unidos | 23m 12cm  | Westwood    | 20 de maio de 1990  |
| Recorde do campeonato | Janus Robberts | África do Sul  | 21m 02cm  | Brazzaville | 18 de julho de 2004 |
| Recorde africano      | Janus Robberts | África do Sul  | 21m 97cm  | Eugene      | 2 de junho de 2001  |

## Medalhistas
| Ouro                    | Prata                  | Bronze               |
| Burger Lambrechts (RSA) | Roelof Potgieter (RSA) | Orazio Cremona (RSA) |

## Cronograma
Todos os horários são locais (UTC+3).
| Data        | Hora  | Evento |
| ----------- | ----- | ------ |
| 28 de julho | 16:10 | Final  |

## Resultado final
| Posição           | Atleta               | Nacionalidade      | #1    | #2    | #3    | #4    | #5    | #6    | Resultados | Notas            |
| ----------------- | -------------------- | ------------------ | ----- | ----- | ----- | ----- | ----- | ----- | ---------- | ---------------- |
| Medalha de ouro   | Burger Lambrechts    | África do Sul      | X     | 17.65 | 18.59 | 18.45 | 18.43 | 18.63 | 18.63      |                  |
| Medalha de prata  | Roelof Potgieter     | África do Sul      | 17.74 | 17.73 | 16.77 | 18.62 | X     | 18.31 | 18.62      |                  |
| Medalha de bronze | Orazio Cremona       | África do Sul      | 16.91 | –     | 17.67 | 17.75 | 17.33 | 18.27 | 18.27      |                  |
| 4                 | Franck Elemba Owaka  | República do Congo | 14.41 | 14.41 | 15.90 | 14.02 | 14.09 | 14.93 | 15.90      | Recorde nacional |
| 5                 | Moussa Diarra        | Mali               | X     | 14.52 | 14.51 | 14.68 | X     | X     | 14.68      |                  |
| 6                 | David Limo           | Quênia             | 14.46 | 14.55 | X     | X     | 13.97 | 13.90 | 14.55      |                  |
| 7                 | Richard Metet        | Quênia             | 13.71 | 13.51 | 13.11 | 13.40 | 13.97 | 13.98 | 13.98      |                  |
| 8                 | Vincent Tuikong      | Quênia             | 13.97 | X     | X     | 13.79 | X     | X     | 13.97      |                  |
| 9                 | Romainio Houndeladji | Benim              | X     | 13.60 | 13.23 |       |       |       | 13.60      |                  |
| 10                | Kwabena Keene        | Gana               | X     | X     | 13.52 |       |       |       | 13.52      |                  |
| 99 !              | Mohamed Ibrahim      | Tanzânia           |       |       |       |       |       |       | DNS        |                  |

Legenda
| Recorde mundial       | Recorde mundial (World record)               |                       | Recorde africano                      | Recorde africano (African) |                                           | Q | Classificado por posição (Qualified) |
| Recorde do campeonato | Recorde do campeonato (Championship record)  | Recorde da América    | Recorde da América (Americas)         | q                          | Classificado por melhor tempo (Qualified) |   |                                      |
| Melhor marca do ano   | Melhor marca do ano (World leading)          | Recorde asiático      | Recorde asiático (Asian)              | DNS                        | Não largou (Did not start)                |   |                                      |
| Recorde nacional      | Recorde nacional (National record)           | Recorde europeu       | Recorde europeu (European)            | DNF                        | Não terminou (Did not finish)             |   |                                      |
| Recorde pessoal       | Recorde pessoal do atleta (Personal best)    | Recorde da Oceania    | Recorde da Oceania (Oceania)          | DSQ / DQ                   | Desclassificado (Disqualified)            |   |                                      |
| Recorde da temporada  | Recorde da temporada do atleta (Season best) | Recorde sul-americano | Recorde sul-americano (South America) | NM                         | Sem marca (No mark)                       |   |                                      |